# Tour der italienischen Rugby-Union-Nationalmannschaft nach Ozeanien 2000
| Tour der Italiener nach Ozeanien 2000 | Tour der Italiener nach Ozeanien 2000 | Tour der Italiener nach Ozeanien 2000 | Tour der Italiener nach Ozeanien 2000 | Tour der Italiener nach Ozeanien 2000 |
| Übersicht                             | S                                     | G                                     | U                                     | N                                     |
| ------------------------------------- | ------------------------------------- | ------------------------------------- | ------------------------------------- | ------------------------------------- |
| Test Matches                          | 2                                     | 0                                     | 0                                     | 2                                     |
| Sonstige Spiele                       | 2                                     | 0                                     | 0                                     | 2                                     |
| Gesamt                                | 4                                     | 0                                     | 0                                     | 4                                     |
|                                       |                                       |                                       |                                       |                                       |
| Fidschi                               | 1                                     | 0                                     | 0                                     | 1                                     |
| Samoa                                 | 1                                     | 0                                     | 0                                     | 1                                     |

Die Tour der italienischen Rugby-Union-Nationalmannschaft nach Ozeanien 2000 umfasste eine Reihe von Freundschaftsspielen der italienischen Rugby-Union-Nationalmannschaft. Sie reiste im Juli 2000 durch Fidschi und Samoa, wobei sie während dieser Zeit vier Spiele bestritt. Darunter waren zwei Test Matches gegen die fidschianische und die samoanische Nationalmannschaft sowie zwei Spiele gegen Auswahlteams. Die Italiener gingen in sämtlichen Partien als Verlierer vom Feld.

## Spielplan
Hintergrundfarbe rot = Niederlage 

(Test Matches sind grau unterlegt; Ergebnisse aus der Sicht Italiens)
| # | Datum         | Gegner              | Ort      | Stadion        | Ergebnis |
| - | ------------- | ------------------- | -------- | -------------- | -------- |
| 1 | 05. Juli 2000 | Samoa Province      | Apia     | Apia Park      | 26:29    |
| 2 | 08. Juli 2000 | Samoa               | Apia     | Apia Park      | 24:43    |
| 3 | 12. Juli 2000 | Fiji President’s XV | Sigatoka | Lawaqa Park    | 18:34    |
| 4 | 15. Juli 2000 | Fidschi             | Lautoka  | Churchill Park | 9:43     |

## Test Matches
| 8. Juli 2000 | Samoa                                                                                  | 43 : 24        | Italien                                                                  | Apia Park, Apia Zuschauer: 7500 Schiedsrichter: Tappe Henning (Südafrika) |
| 8. Juli 2000 | Versuche: Lima Soʻoalo (2) Vaega Vili Erhöhungen: Samania (3) Straftritte: Samania (4) | (20:7) Bericht | Versuche: Checchinato Moscardi Stoica Erhöhungen: Pez (3) Dropgoals: Pez | Apia Park, Apia Zuschauer: 7500 Schiedsrichter: Tappe Henning (Südafrika) |

Aufstellungen:
- Samoa: Polo Asi, Tim Cowley, Tom Curtis, Terry Fanolua, Zak Feauʻnati, Joe Filemu, Tani Fuga, Craig Glendinning, Kas Lealamanuʻa, Brian Lima, Toa Samania, Afato Soʻoalo, Lama Tone, Toʻo Vaega , Tanner Vili 
 Auswechselspieler: Mark Luafalealo, Onehunga Matauiau, Iva Motusaga, Opeta Palepoi
- Italien: Carlo Caione, Carlo Checchinato, Manuel Dallan, Andrea De Rossi, Andrea Gritti, Andrea Lo Cicero, Luca Martin, Nicola Mazzucato, Alessandro Moscardi, Tino Paoletti, Aaron Persico, Ramiro Pez, Corrado Pilat, Juan Manuel Queirolo, Cristian Stoica  
 Auswechselspieler: David Dal Maso, Giampiero De Carli, Juan Francesio, Luca Mastrodomenico, Salvatore Perugini, Giacomo Preo, Lisandro Villagra

| 15. Juli 2000 | Fidschi                                                                                          | 43 : 9         | Italien                        | Churchill Park, Lautoka Zuschauer: 11.000 Schiedsrichter: Mark Lawrence (Südafrika) |
| 15. Juli 2000 | Versuche: Ligairi Little Raiwalui Satala Vunibaka Erhöhungen: Little (3) Straftritte: Little (4) | (27:3) Bericht | Straftritte: Mazzariol Pez (2) | Churchill Park, Lautoka Zuschauer: 11.000 Schiedsrichter: Mark Lawrence (Südafrika) |

Aufstellungen:
- Fidschi: Seremaia Bai, Peniasi Damu, Vilimoni Delasau, Emori Katalau, Nicky Little, Inoke Male, Kameli Natoba, Henry Qiodravu, Simon Raiwalui, Jacob Rauluni, Viliame Satala, Koli Sewabu, Greg Smith , Jope Tuikabe, Marika Vunibaka 
 Alifereti Doviverata, Norman Ligairi, Jolame Nadolo, Sailosi Naiteqe, Isaia Rasila, Moses Rauluni, Joeli Veitayaki
- Italien: Carlo Caione, Carlo Checchinato, David Dal Maso, Giampiero De Carli, Andrea Gritti, Andrea Lo Cicero, Luca Martin, Nicola Mazzucato, Aaron Persico, Ramiro Pez, Giacomo Preo, Juan Manuel Queirolo, Alessandro Moscardi, Giovanni Raineri, Cristian Stoica  
 Auswechselspieler: Francesco Mazzariol, Salvatore Perugini, Simone Stocco, Lisandro Villagra, Maurizio Zaffiri